# Myelobia systrapegus
Myelobia systrapegus là một loài bướm đêm trong họ Crambidae.